# Jan van Eynatten

Familiewapen Van Eynatten

Jan van Eynatten, ook Joannes Franciscus van Eynatten (Obsinnich, 1460? - Maastricht?, 1530) was een invloedrijk geestelijke in de Bourgondische Nederlanden. Hij was onder andere proost van de Sint-Servaaskerk in Maastricht, deken van de Onze-Lieve-Vrouwekerk in Kortrijk en raadsman van Filips de Schone en Maximiliaan van Oostenrijk.

## Levensloop
Jan van Eynatten was een telg uit het invloedrijke Zuid-Nederlandse geslacht Van Eynatten. Zijn ouders waren Theobald (Thibaut) van Eynatten, heer van Obsinnich en Heukelom, en Catharina van Mulken. Hij werd waarschijnlijk geboren op het kasteel van Obsinnich in de Voerstreek, dat zijn vader had geërfd. Een ander familiebezit was kasteel Neubourg bij Gulpen. De familie van zijn moeder, de Van Mulkens, was een oud magistratengeslacht in Maastricht.
Van Eynatten was doctor in de rechten, maar onbekend is waar hij studeerde. In 1480 werd hij kanunnik van het Sint-Lambertuskapittel in Luik en in 1482 van het Sint-Servaaskapittel in Maastricht. In datzelfde jaar ontving hij zijn priesterwijding. Een jaar later moest hij zich terugtrekken als kandidaat voor abt van Sint-Truiden, omdat hij te jong werd bevonden. In 1485 werd hij proost in Maastricht, in een zeer turbulente periode in het Prinsbisdom Luik. In het jaar dat Jan kanunnik werd in Maastricht werd bisschop Lodewijk van Bourbon, een Bourgondiër, vermoord, vermoedelijk door Willem van der Marck, die een pact met de Franse koning zou hebben gesloten. De moord leidde tot een drie jaar durende burgeroorlog in het prinsbisdom, eindigend met de terechtstelling van Willem van der Marck op het Vrijthof in juni 1485. In augustus van dat jaar bezochten Maximiliaan van Oostenrijk en zijn zoon Filips de Schone Maastricht. Kort daarvoor was Jan van Eynatten in de Servaaskerk geïnstalleerd als proost. In die hoedanigheid was hij tevens heer van de Elf banken van Sint-Servaas, Tweebergen en Mechelen-aan-de-Maas.
In 1487 ontving hij een bonus van 200 gulden van de raad van Maastricht voor zijn bemiddeling in een conflict tussen de stad en Maximiliaan van Oostenrijk. Een jaar later werd de Noodkist in processie door de stad gedragen vanwege de aanhoudende onrust en geweldplegingen. In 1489 vertegenwoordigde hij de Duitse koning aan het hof van de jonge Karel VIII van Frankrijk. Hij was raadsman van zowel keizer Maximiliaan van Oostenrijk als diens zoon Filips de Schone. Enkele jaren later ontstaat er een conflict tussen het kapittel en de stad over de eigendomsrechten van het Vrijthof en de Maasbrug. In 1505 werd een compromis gesloten over een door de stad geslagen put op het Vrijthof en enkele huisjes op de brug. Over het onderhoud van de brug kwam men in 1509 tot overeenstemming.
Van Eynatten was tevens kanunnik van Sint Goedele in Brussel (1489-1495), deken van Onze Lieve Vrouwe in Kortrijk en wellicht ook proost in Aldeneik. Over deze andere functies is weinig bekend. Of hij het proostschap in Maastricht vroegtijdig opgaf is niet geheel duidelijk. In 1510 wordt Engelbert van Heemstede vermeld als proost van Sint-Servaas.
Over het sterfjaar van Van Eynatten bestaat onduidelijkheid. Volgens sommige bronnen overleed hij in 1506, maar zijn gedenksteen in de kerk vermeldt het jaartal 1530. Als vereerder van de heilige Servatius werd hij in de Sint-Servaaskerk begraven, in medio ecclesiae, vlak bij het graf van de heilige.

## Nalatenschap
Jan van Eynatten wordt gezien als kunstmecenas en tevens als groot vereerder van Sint-Servaas. Hij liet om het Sint-Servaasaltaar bronzen of koperen hekken met vier pilaren plaatsen, mogelijk van de hand van Aert van Tricht. Het altaar stond boven het graf van de heilige en maakte integraal deel uit van het gotische doksaal van de Sint-Servaaskerk. Tijdens zijn bewind beleefde de stad Maastricht (en de Sint-Servaaskerk) een culturele opleving. Kunstenaars als Aert van Tricht, Jan van Steffeswert en de Meester van Elsloo, die in de wijde omgeving werkzaam waren, zullen ook zeker van het Sint-Servaaskapittel opdrachten hebben gekregen, maar daarvan resteert weinig. De schatkamer werd in deze periode verrijkt met diverse kostbare reliekhouders, maar geen daarvan kan direct in verband worden gebracht met proost Van Eynatten, ook niet het bekende patriarchaalkruis, dat tijdens zijn bewind (in 1490) tot stand kwam. Wel zou hij de opdrachtgever zijn geweest van een schilderij dat zich thans in het Musée d'Histoire de la Médicine in Parijs bevindt. Het betreft een drieluik met de Heilige Maagschap. Op het rechterpaneel is de vermeende afstamming van Sint-Servaas afgebeeld. Onderaan knielt een kanunnik, die mogelijk Jan van Eynatten voorstelt.
De Maastrichtse humanist Matthaeus Herbenus was als rector van de kapittelschool verbonden aan dezelfde instelling waarvan Van Eynatten proost was. In 1485 schreef hij o.a. een voor die tijd moderne geschiedenis van Maastricht, De Traiecto instaurato. Hij schreef vol lof over proost Van Eynatten. Rond dezelfde tijd was de Akense cantor Thomas Tzamen, een leerling van Jacob Obrecht, aan het Servaaskapittel verbonden, stichtte er een zangschool naar Italiaans voorbeeld en voerde er de meerstemmige, maar homofone kerkzang in, die zich afzette tegen de Luikse polyfone uitvoeringspraktijk.

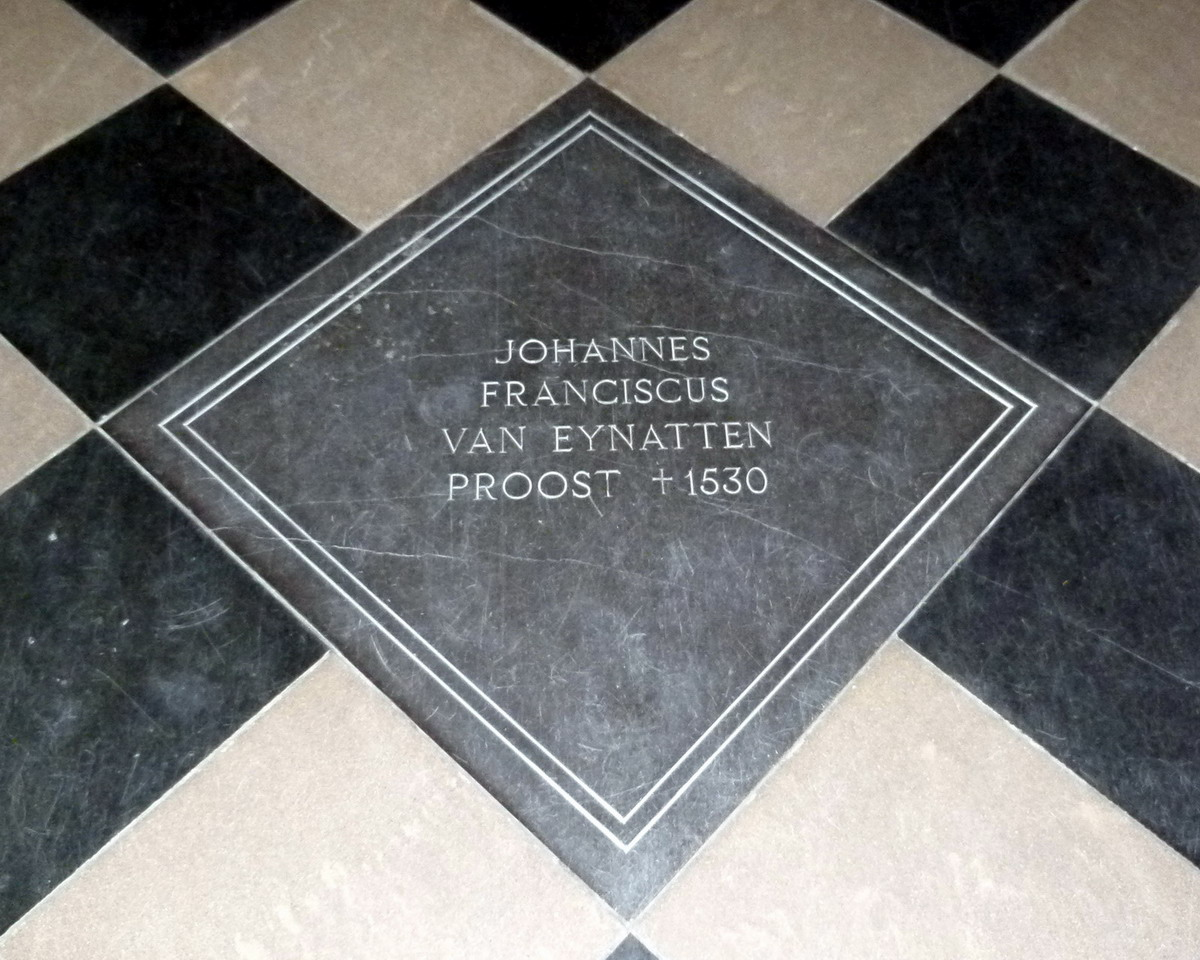
Gedenksteen boven het graf van Van Eynatten
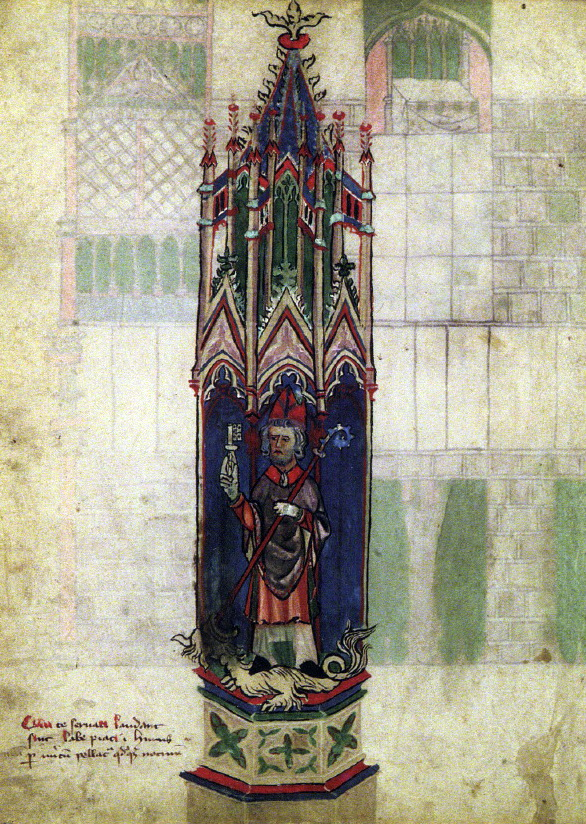
Sint-Servaasbeeld, tekening ca. 1460
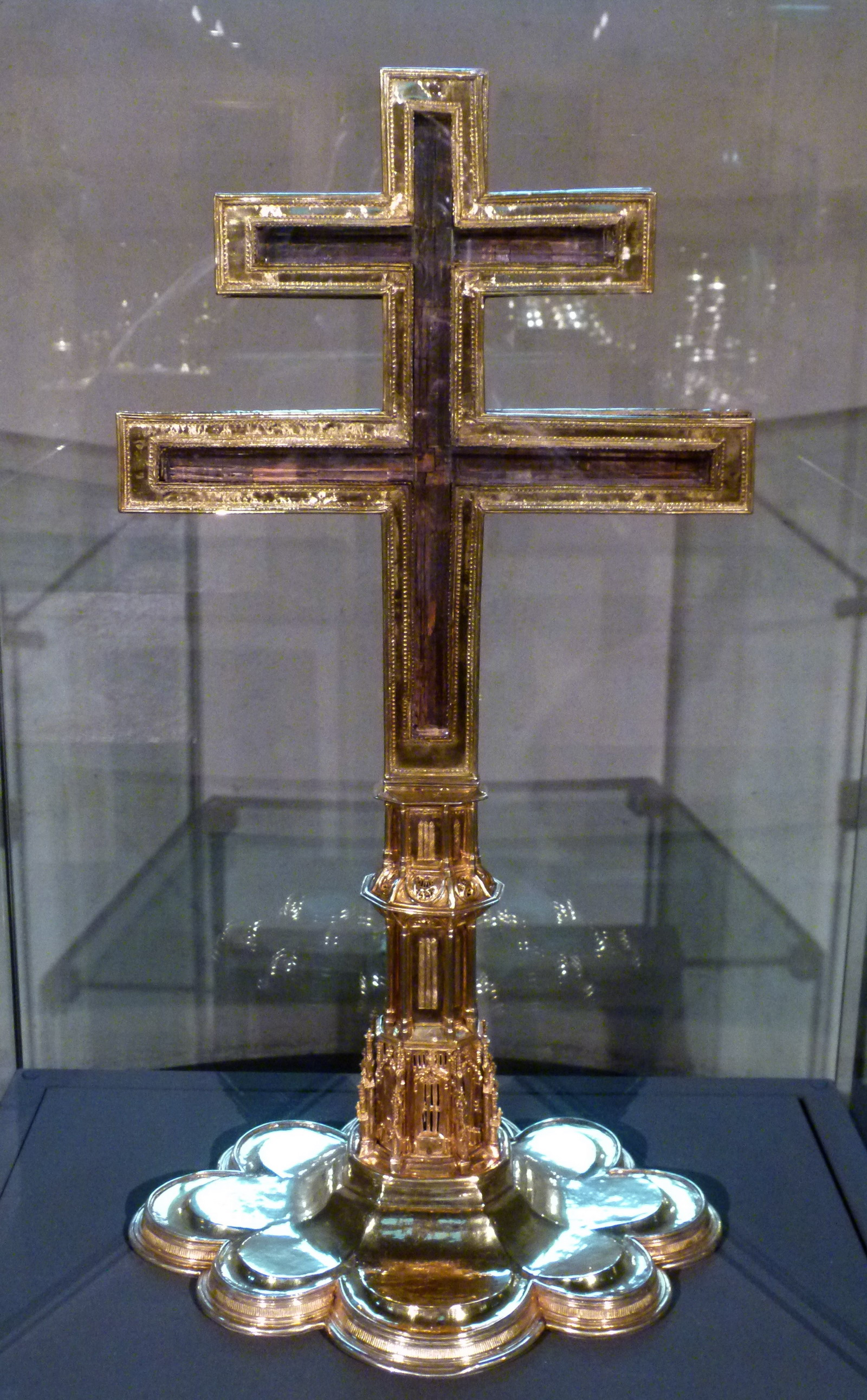
Patriarchaal kruis in de Schatkamer (1490)